# Lý Thế Tích
Lý Thế Tích (李世勣) (594 – 1 tháng 1 năm 670), nguyên danh Từ Thế Tích (徐世勣), dưới thời Đường Cao Tông được gọi là Lý Tích (李勣), tên tự Mậu Công (懋功), thụy hiệu Anh Trinh Vũ công (英貞武公), là một trong các danh tướng vào đầu thời nhà Đường. Thoạt đầu, ông cùng Lý Mật chống lại triều Tùy, sau đó ông theo Lý Mật đầu hàng triều Đường. Đường Cao Tổ đã ban cho ông họ Lý của hoàng tộc Đường. Sau đó ông cùng quân Đường tiêu diệt quân nổi dậy của Từ Viên Lãng và Phụ Công Thạch. Dưới thời Đường Thái Tông, ông tham gia vào các chiến dịch tiêu diệt Đông Đột Quyết và Tiết Diên Đà, khiến Đường trở thành thế lực thống trị khu vực Đông Á. Dưới thời Đường Cao Tông, ông từng giữ chức thượng thư tả bộc xạ, chỉ huy quân Đường tiến công Cao Câu Ly, kết quả đã tiêu diệt nước này vào năm 668.

## Thân thế
Gia đình của Từ Thế Tích có nguồn gốc tại Tào châu (曹州, nay gần tương ứng với Hà Trạch, Sơn Đông), song đến thời Tùy thì di cư đến Hoạt châu (滑州, nay gần tương ứng với An Dương, Hà Nam). Cha của Từ Thế Tích là Từ Cái (徐蓋), hai cha con được miêu tả là hào phóng, dùng lương thực trong lãnh địa của mình để tế bần cho những người đói kém, bất kể quan hệ với họ.

## Tham gia Ngõa Cương quân
Khoảng năm 616, Trạch Nhượng tập hợp một đội quân nổi dậy, Ngõa Cương quân, chống lại sự cai trị của Tùy Dạng Đế. Từ Thế Tích gia nhập vào Ngõa Cương quân, và đề xuất với Trạch Nhượng rằng không nên cướp bóc của người dân địa phương để có lương thực cho binh sĩ. Từ Thế Tích nói rằng vì Biện Thủy (汴水) chảy qua các quận Huỳnh Dương (滎陽, nay gần tương ứng với Trịnh Châu, Hà Nam) và Lương (梁郡, nay gần tương ứng với Thương Khâu, Hà Nam) và có hoạt động giao thông thủy nhộn nhịp, họ chỉ cần cướp bóc tàu thuyền đi lại trên sông; Trạch Nhượng chấp thuận. Nhiều người hưởng ứng Ngõa Cương quân, và khi tướng Tùy là Trương Tu Đà (張須陀) suất quân trấn áp, Từ Thế Tích đã giết chết Trương Tu Đà trên chiến trường vào năm 616, uy thế của Trạch Nhượng vì thế mà càng được khuếch trương. Khoảng thời gian này, ông trở nên thân thiết với Đan Hùng Tín- một bộ tướng khác trong Ngõa Cương quân, kết nghĩa anh em và nguyện chết cùng ngày cùng tháng.
Sau đó, do thấy Lý Mật là người có tài, xuất thân cao quý, và xuất hiện lời sấm ngôn "Lý thị đương vương", Từ Thế Tích và Vương Bá Đương, đã thuyết phục Trạch Nhượng nhường địa vị thủ lĩnh cho Lý Mật. Trạch Nhượng chấp thuận. Quân lính tôn Lý Mật làm Ngụy công, tiến đến gần đông đô Lạc Dương. Lý Mật phong cho Từ Thế Tích làm 'hữu vũ hậu đại tướng quân'. Sau khi Từ Thế Tích giành được một chiến thắng trước tướng Tùy là Vương Thế Sung tại Lạc Thủy, Từ Thế Tích được Lý Mật phong tước Đông Hải quận công. Theo đề xuất của Từ Thế Tích, Lý Mật cho quân chiếm một kho lương lớn là Lê Dương thảng (黎陽倉, nay thuộc Hạc Bích, Hà Nam) và sau đó mở kho tế bần cho dân chúng nghèo đói. Do vậy, có đến 20 vạn người gia nhập vào Ngõa Cương quân chỉ trong vòng 10 ngày, một số quận cũng quy phục, các thủ lĩnh nổi dậy lớn là Đậu Kiến Đức và Chu Xán cũng quy phục Lý Mật trên danh nghĩa.
Vào mùa đông năm 617, Lý Mật phục kích sát hại Trạch Nhượng, Từ Thế Tích bị thương ở cổ trong trận phục kích và gần như vong mạng. Sau đó, Lý Mật tuyên bố không trừng phạt những thân tín khác của Trạch Nhượng, bao gồm Từ Thế Tích. Lý Mật còn đích thân đến chăm sóc cho Từ Thế Tích, sau đó cho Từ Thế Tích tiếp tục làm tướng trong Ngõa Cương quân.
Vào mùa xuân năm 618, Vũ Văn Hóa Cập tiến hành binh biến sát hại Tùy Dạng Đế tại Giang Đô (江都, nay thuộc Dương Châu, Giang Tô).Sau đó, Vũ Văn hóa Cập từ bỏ Giang Đô và tiến về Lạc Dương cùng Kiêu Quả quân tinh nhuệ. Ngõa Cương quân và triều đình Tùy ở Lạc Dương trước tình thế này đã liên kết, chuẩn bị đương đầu với Kiêu Quả quân. Theo thỏa thuận, hoàng đế Dương Đồng "xá tội" cho Lý Mật cùng thuộc hạ, trao chức "hữu vũ hậu đại tướng quân" cho Từ Thế Tích. Do Từ Thế Tích chỉ trích Lý Mật không ban thưởng đầy đủ cho tướng sĩ, Lý Mật phần nào xa lánh Từ Thế Tích, vì thế đã phái Từ Thế Tích đến trấn giữ Lê Dương thảng. Vũ Văn hóa Cập sau đó bao vây kho lương, song Từ Thế Tích đã kháng cự thành công, ngoài ra còn đẩy lui và đánh bại Vũ Văn hóa Cập.
Đến năm 618, Vương Thế Sung đoạt lấy quyền lực tại Lạc Dương, Lý Mật thấy vậy đã cắt đứt quan hệ với triều đình Lạc Dương. Tuy nhiên, Lý Mật sau đó đã bại trận trước Vương Thế Sung. Thoạt đầu, Lý Mật định chạy đến chỗ Từ Thế Tích (tức Lê Dương), song sau đó do nghi ngờ về mức độ trung thành của Từ nên Lý Mật quyết định chạy đến Trường An đầu hàng triều Đường.
Do Lý Mật chạy đến Trường An, Từ Thế Tích trên thực tế trở thành người cai quản lãnh thổ cũ của Lý Mật, vùng lãnh thổ này trải dài từ bờ bắc Trường Giang đến Ngụy quận, từ Nhữ châu ra đến biển. Biết tin Lý Mật quy hàng triều Đường, Từ Thế Tích cũng quyết định quy phục triều đình Trường An, song nói với trưởng sử Quách Hiếu Khác (郭孝恪):

Ngụy công đã quy phục Đại Đường rồi. Nhân chúng và thổ địa ở đây đều do Ngụy công sở hữu. Nếu ta thượng biểu hiến, thì có nghĩa là hưởng lợi từ việc chủ của mình thất bại, biến nó trở thành công lao của riêng mình để được hưởng phú quý, và ta cảm thấy hổ thẹn nếu làm vậy. Nay chúng ta hãy ghi tên các châu huyện cùng hộ khẩu nhân dân và quân lính, tổng hợp rồi trao cho Ngụy công, để Ngụy công tự hiến, thì chúng sẽ được xem là công của Ngụy công.

## Tự mình cai quản
Do đó, Từ Thế Tích đã phái Quách Hiếu Khác đến Trường An để thưa với Lý Mật. Đường Cao Tổ hay tin Từ Thế Tích phái sứ giả đến, song rất lấy làm kỳ lạ khi biết người này chỉ bẩm báo với Lý Mật mà không thượng biểu cho triều đình Đường. Đường Cao Tổ đã triệu Quách Hiếu Khác vào triều và chất vấn, và Quách Hiếu Khác đã bẩm lại ý định của Từ Thế Tích. Đường Cao Tổ rất ấn tượng và nói: "Từ Thế Tích cảm đức thôi công, quả thực là một bầy tôi chất phác." Đường Cao Tổ đã hạ chiếu phong Thế Tích là Lê Dương tổng quản, Thượng trụ quốc, Lai quốc công. Sau đó, Đường Cao Tổ lại thăng Thế Tích là "hữu vũ hậu đại tướng quân", cải phong tước hiệu là Tào quốc công, ban cho họ Lý của hoàng tộc Đường, thưởng 50 khoảnh ruộng tốt. Ngoài ra, Đường Cao Tổ cũng phong cha của Thế Tích là Từ Cái là Tế Âm vương, song Cái kiên quyết thoái thác nên sau được phong là Thư quốc công, thụ chức "tán kị thường thị", Lang châu thứ sử. Đường Cao Tổ lệnh cho Thế Tích thống lĩnh binh sĩ vùng Lệ Dương kháng cự Vương Thế Sung và Đậu Kiến Đức.
Khoảng tết năm 619, Lý Mật bị giết khi muốn tái gây dựng nền độc lập của mình, Đường Cao Tổ phái sứ giả đến chỗ Lý Thế Tích thông báo tội trạng của Lý Mật. Lý Thế Tích thương tiếc Lý Mật và dâng biểu xin được phép an táng hợp lễ với Lý Mật. Đường Cao Tổ chấp thuận và cho đưa thi thể Lý Mật đến chỗ Lý Thế Tích. Lý Thế Tích mặc áo tang cùng các quan lại cũ và tướng sĩ táng Lý Mật ở phía nam Lê Dương.
Vào mùa thu năm 619, Hạ vương Đậu Kiến Đức tiến hành một cuộc tiến công lớn, khẳng định quyền kiểm soát ở khu vực Hà Bắc, chiếm cứ một số thành đã quy phục triều Đường. Sau khi quân Hạ giành được một số chiến thắng, Hoài An vương Lý Thần Thông (李神通) đã buộc phải rút quân từ Hà Bắc đến Lê Dương và hội quân với Lý Thế Tích. Khi Đậu Kiến Đức đang trên đường tiến công Vệ châu (衛州, nay gần tương ứng với Vệ Huy, Hà Nam), Lý Thế Tích đã cố gắng phục kích, và thuộc cấp của ông là Khâu Hiếu Cương (丘孝剛) đã suýt giết được Đậu Kiến Đức. Đậu Kiến Đức tức giận nên quay sang bao vây và tiến công Lê Dương, chiếm được kho lương và bắt giữ Lý Thần Thông, Lý Cái, Ngụy Trưng và Đồng An trưởng công chúa (bào tỉ/muội của Đường Cao Tổ). Lý Thế Tích đã chạy thoát, song vài ngày sau đó, vì biết cha đã bị bắt nên ông cũng đầu hàng Đậu Kiến Đức.

## Phụng sự Đậu Kiến Đức
Đậu Kiến Đức phong Lý Thế Tích làm tướng quân và vẫn để ông trấn thủ Lê Dương, song đưa Lý Cái đến thủ đô Minh châu (洺州, nay thuộc Hàm Đan, Hà Bắc) làm con tin.
Sau đó, Thế Tích dự tính chạy trốn sang lãnh thổ Đường, song lại sợ Đậu Kiến Đức sẽ xử tử cha mình. Quách Hiếu Khác đề xuất với Thế Tích rằng cần giành lấy tín nhiệm bằng cách lập công với Hạ, do đó Thế Tích đã tiến đánh Vương Thế Sung. Vào mùa đông năm 619, Thế Thích tiến công thành Hoạch Gia (獲嘉, nay thuộc Tân Hương, Hà Nam) của nước Trịnh, thu được nhiều tài vật và bắt được nhiều người, trong đó có bạn nối khố của Đậu Kiến Đức là Lưu Hắc Thát. Đậu Kiến Đức bắt đầu tín nhiệm Thế Tích.
Khoảng tết năm 620, Thế Tích tiếp tục đề xuất với Đậu Kiến Đức rằng nên tấn công Tào châu và Đái châu (nay thuộc Hà Trạch, Sơn Đông) do thủ lĩnh khởi nghĩa nông dân Mạnh Hải Công (孟海公) kiểm soát và đang quy phục Trịnh trên danh nghĩa. Thế Tích biện luận rằng nếu chiếm được lãnh địa của Mạnh Hải Công thì sau đó có thể tính đến việc tiến công Trịnh. Đậu Kiến Đức chấp thuận, và đã phái anh vợ là Tào Đán (曹旦) vượt sang bờ nam Hoàng Hà, hội quân với Thế Tích còn bản thân Đậu Kiến Đức dẫn quân đi phía sau. Theo kế của Thế Tích, đợi đến khi Đậu Kiến Đức đích thân đến, Lý Thế Tích sẽ tập kích doanh trại và giết chết Đậu Kiến Đức, sau đó cố gắng tìm kiếm và cứu cha. Tuy nhiên, do Tào hoàng hậu sinh nở nên Đậu Kiến Đức đã trì hoãn việc hành quân. Trong khi đó, Tào Đán đã sỉ nhục và cướp bóc các thủ lĩnh nổi dậy khác ở bờ nam Hoàng Hà (những người quy phục Hạ), các thủ lĩnh này đều bực tức. Lý Thương Hồ (李商胡) và mẹ của vị thủ lĩnh này đã kêu gọi Thế Tích thực kiện kế hoạch càng sớm càng tốt, và do thấy Lý Thế Tích do dự, họ đã tự hành động và phục kích Tào Đán, song Tào Đán đã thoát được và chuẩn bị phản kích. Lý Thương Hồ đã báo với Thế Tích và thỉnh Thế Tích tiến công Tào Đán, song Thế Tích thấy Tào Đán đã đề phòng nên quyết định cùng Quách Hiếu Khác chạy sang lãnh thổ Đường.
Tuy nhiên, khi các quan của Hạ thỉnh cầu xử tử Lý Cái, Đậu Kiến Đức đã nói: "Tích vốn là bầy tôi của Đường song bị ta bắt được, hắn ta không quên chủ của mình, trốn về bản triều, đó là trung thần, cha của hắn đâu có tội gì?, và tha cho Lý Cái.

## Phụng sự Đường Cao Tổ
Vào mùa xuân năm 620, Lý Thế Tích theo Tần vương Lý Thế Dân chống lại cuộc tiến công của Định Dương khả hãn Lưu Vũ Chu, và Lý Thế Tích đã thất bại trước bộ tướng của Lưu Vũ Chu là Tống Kim Cương (宋金剛), song được Lý Thế Dân cứu giúp.
Vào mùa đông 620, Lý Thế Dân tiến công nước Trịnh của Vương Thế Sung, tướng Trịnh là Dương Khánh (楊慶, cựu thân vương Tùy) đã dâng Quản châu (管州, nay thuộc Trịnh Châu, Hà Nam) để hàng Đường, Lý Thế Dân đã phái Thế Tích đi nhậm chức Quản châu tổng quản. Khi biết tin, Thái tử của Vương Thế Sung là Vương Huyền Ứng (王玄應) đã dẫn quân từ Hổ Lao quan đến Quản châu. Lý Thế Tích đẩy lui quân của Thái tử nước Trịnh, và sau đó lệnh cho Quách Hiếu Khác viết thư cho Ngụy Lục (魏陸)- thứ sử Huỳnh châu (滎州, nay cũng thuộc Trịnh Châu) để chiêu hàng. Ngụy Lục đã đầu hàng, khiến các thành lũy của Trịnh ở đông bộ Hà Nam ngày nay cũng noi theo. Vương Huyền Ứng lo sợ nên đã chạy về kinh thành Lạc Dương của Trịnh. Đến mùa xuân năm 621, Trịnh châu ti binh Thẩm Duyệt (沈悅) của Trịnh đã đầu hàng Lý Thế Tích, bộ tướng của Lý Thế Tích là Vương Quân khuếch (王君廓) nhờ đó mà đã chiếm dược Hổ Lao và bắt được Kinh vương Vương Hành Bản (王行本) của Trịnh.
Do tình thế nguy cấp, Vương Thế Sung đã cầu viện Đậu Kiến Đức, Đậu Kiến Đức quyết định đích thân suất quân cứu viện. Trong cuộc giao tranh với tiền quân của Đậu Kiến Đức, Lý Thế Dân đã phái Lý Thế Tích, Trình Tri Tiết, và Tần Thúc Bảo dẫn quân giao chiến, kết quả quân Đường giành thắng lợi. Vào mùa hè năm 621, Lý Thế Dân đánh bại và bắt giữ Đậu Kiến Đức trong trận Hổ Lao, Vương Thế Sung đầu hàng. Lý Thế Dân tha cho Vương Thế Sung song xử tử một số hạ thần nước Trịnh. Anh em kết nghĩa với Lý Thế Tích là Đan Hùng Tín cũng bị Lý Thế Dân xem là nguy hiểm vì đã quay lưng phản lại Lý Mật, nên cũng nằm trong số quan lại bị xử tử. Lý Thế Tích đã cầu xin Lý Thế Dân tha cho Đan Hùng Tín, biện luận rằng Đan Hùng Tín giỏi võ nghệ và sẽ hữu dụng cho Đường, ngoài ra còn xin từ bỏ mọi chức tước để đổi lấy mạng cho Đan Hùng Tín, song Lý Thế Dân đã từ chối. Mặc dù trước đây đã từng hứa chết cùng ngày cùng tháng với Đan Hùng Tín, Lý Thế Tích nay cho rằng mạng của ông là để phụng sự quốc gia và nó không còn là của riêng ông nữa; và rằng nếu ông cũng chết thì không còn ai chăm sóc cho thê tử của Đan Hùng Tín. Khi Đan Hùng Tín bị xử trảm, Lý Thế Tích đã từ chối chết cùng, song cắt một phần thịt ở đùi mình, nấu lên và đưa cho Đan Hùng Tín ăn, nói rằng: "sinh tử vĩnh quyết, thử nhục đồng quy ư thổ hĩ". Sau đó, khi Lý Thế Dân trở về Trường An, Lý Thế Tích là một trong 25 tướng được trọng thưởng, được phép mặc khôi giáp vàng giống như Lý Thế Dân. Ông cũng được đoàn tụ với cha Lý Cái trở về từ nước Hạ.
Đường thôn tính lãnh thổ nước Hạ, song đến năm 621, Lưu Hắc Thát đã nổi dậy phản Đường. Đến khi quân Lưu Hắc Thát tiến đến Minh châu, Lý Thế Tích đang ở Tông Thành (宗城) gần đó, ông đã bỏ Tông Thành và tiến đến Minh châu bố trí phòng thủ, song kết cục đã để mất Minh châu và phải chạy trốn.
Sau đó, Lý Thế Tích đã theo Lý Thế Dân tiến công Lưu Hắc Thát. Đến mùa xuân năm 622, trong một trận chiến, thuộc cấp của Lý Thế Tích là Phan Mao (潘毛) đã giết được đại tướng Cao Nhã Hiền (高雅賢) của Lưu Hắc Thát. Sau đó, khi Lưu Hắc Thát suất quân tiến công Lý Thế Tích, Lý Thế Dân đã cố đến cứu viện song đã bị bao vây và suýt bị bắt. Sau khi Lý Thế Dân đánh bại Lưu Hắc Thát, Lý Thế Tích lại theo Lý Thế Dân tiến công Từ Viên Lãng (người kiểm soát khu vực nay là trung bộ và tây bộ Sơn Đông). Sau khi Lý Thế Dân được triệu hồi về Trường An, Lý Thế Tích cùng Lý Thần Thông và Nhâm Côi (任瓌) tiếp tục chiến dịch tiến công Từ Viên Lãng. Vào mùa xuân năm 623, Từ Viễn Lãng tuyệt vọng nên đã quyết định bỏ kinh đô Duyện châu (兗州, nay thuộc Tế Ninh, Sơn Đông), và bị giết trong lúc chạy trốn. Lý Thế Tích lấy thủ cấp của Từ Viên Lãng và trình lên Đường Cao Tổ.
Sang năm 623, tướng Phụ Công Thạch nổi dậy phản Đường tại Đan Dương (丹楊, nay thuộc Nam Kinh, Giang Tô) và xưng là Tống Đế. Lý Thế Tích theo Triệu quận vương Lý Hiếu Cung trấn áp Phụ Công Thạch. Sau khi quân Đường tập hợp tại Đan Dương và đánh bại quân Tống ở Bác Vọng Sơn (博望山, nay thuộc Mã An Sơn, An Huy), Phụ Công Thạch chạy trốn, Lý Thế Tích dẫn quân truy kích, sau đó giải Phụ Công Thạch (do hào tộc địa phương bắt) đến Đan Dương.
Năm 626, Thái tử Lý Kiến Thành và Lý Thế Dân tranh giành quyền lực khốc liệt, Lý Thế Dân thất thế nên đã thỉnh kế từ Lý Thế Tích và Lý Tĩnh, song cả hai đều từ chối nói về vấn đề này. Vào mùa hè năm 626, Lý Thế Dân đã phục kích sát hại Lý Kiến Thành và Tề vương Lý Nguyên Cát trong sự biến Huyền Vũ môn. Sau đó, Lý Thế Dân kế vị Đường Cao Tổ, tức Đường Thái Tông.

## Dưới thời Đường Thái Tông
Sau khi đăng cơ, Đường Thái Tông bổ nhiệm Lý Thế Tích làm đô đốc Tịnh Châu. Năm 629, khi Đường Thái Tông phái Lý Tĩnh suất quân đi đánh Hiệt Lợi khả hãn của Đông Đột Quyết, Lý Thế Tích là một trong các tướng chính dưới quyền thống soái của Lý Tĩnh và phụ trách một trong bốn lộ quân tiến công. Vào mùa xuân năm 630, Lý Thế Tích đánh bại quân Đông Đột Quyết tại Bạch Đạo. Sau khi Lý Tĩnh đánh bại đại quân của Hiệt Lợi khả hãn, buộc vị khả hãn này phải chạy trốn, Lý Thế Tích đã gặp Lý Tĩnh và quyết định tiếp tục truy kích Hiệt Lợi khả hãn bất chấp việc Hiệt Lợi khả hãn cầu hòa, quân Đông Đột Quyết thua trận và hầu hết dư bộ của Hiệt Lợi khả hãn đều bị quân Đường bắt.
Trong khi đó, do hoàng tử của Đường Thái Tông là Tấn vương Lý Trị được phong làm Tịnh châu đô đốc trên danh nghĩa, chức quan của Lý Thế Tích chuyển thành Đô đốc phủ Trưởng sử, song trên thực tế ông vẫn thực hiện quyền lực của đô đốc. Năm 637, là một phần trong chính sách ban các châu cho hoàng thân và các đại tướng hay quan lại cấp cao làm đất phong, Lý Thế Tích được cải phong là Anh quốc công, được đại tập chức Thứ sử Kỳ châu, song Lý Thế Tích vẫn ở Tịnh Châu và không thấy tường thuật rằng ông thực sự đến Kỳ Châu. Tuy nhiên, sau đó do có nhiều phản đối, nhất là từ Trưởng Tôn Vô Kỵ, Đường Thái Tông đã hủy bỏ chính sách phân phong này, song tước hiệu Anh quốc công của Lý Thế Tích vẫn được giữ nguyên. Năm 641, khi thảo luận về Lý Thế Tích, mà theo thư tịch lịch sử thì là người mà những người khác tuân theo không phàn nàn, Đường Thái Tông nói:
Tùy Dạng Đế bất năng tinh tuyển hiền lương, an phủ biên cảnh, duy giải trúc Trường Thành dĩ bị Đột Quyết, tình thức chi hoặc, nhất chí ư thử! Trẫm kim ủy nhiệm Lý Thế Tích ư Tịnh châu, toại sử Đột Quyết úy uy độn tẩu, tắc viên an tĩnh, khởi bất thắng viễn trúc Trường Thành da?

Vào mùa đông năm 641, Đường Thái Tông thăng chức Lý Thế Tích là Binh bộ Thượng thư. Tuy nhiên, trước khi Lý Thế Tích đến được Trường An, Chân Châu khả hãn của Tiết Diên Đà đã tiến công Sĩ Lực Bật khả hãn (do Đường lập nên và là một chư hầu của Đường) của Đông Đột Quyết. Sĩ Lực Bật khả hãn không chống đỡ nổi nên đã triệt thoái vào trong Trường Thành đến Sóc Châu. Đường Thái Tông cho lĩnh quân đi cứu viện Đông Đột Quyết, trong đó Lý Thế Tích được bổ nhiệm làm Sóc châu hành quân tổng quản, suất 3.000 quân. Khoảng đầu năm 641, Lý Thế Tích giao chiến với quân Tiết Diên Đà dưới quyền chỉ huy của Đại Độ (大度), con của Chân Châu, tại sông Nặc Chân (chảy qua Bao Đầu, Nội Mông), đánh bại quân Tiết Diên Đà, buộc những người còn lại phải chạy trốn. (Dựa theo ý kiến của Lý Thế Tích trong một chiến dịch tiến công Cao Câu Ly vào năm 644, có vẻ như Lý Thế Tích muốn tiếp tục tiến quân để tiêu diệt Tiết Diên Đà, song Đường Thái Tông đã nghe theo ý của Ngụy Trưng mà lệnh cho ông dừng lại.) Sau đó, Lý Thế Tích hồi kinh làm Binh bộ thượng thư.
Năm 643, Đường Thái Tông đã cho vẽ chân dung 24 đại công thần đóng góp cho triều Đường, đặt tại Lăng Yên các, Lý Thế Tích là một trong những người được họa. Vào mùa xuân năm đó, hoàng tử của Đường Thái Tông là Tề vương Lý Hựu (李祐) tức giận Trưởng sử Quyền Vạn Kỷ (權萬紀), kết quả đã giết chết Vạn Kỷ rồi sau đó tuyên bố nổi dậy. Đường Thái Tông phái Lý Thế Tíchlĩnh quân đi đánh Lý Hựu, song trước khi quân Lý Thế Tích đến thì Lý Hựu đã bị thuộc hạ của mình bắt. Sau đó, vào mùa hè năm 643, khi Thái tử Lý Thừa Càn lập mưu phế truất phụ hoàng, Đường Thái Tông đã phái Lý Thế Tích, cùng với các trọng thần khác như Trưởng Tôn Vô Kỵ, Phòng Huyền Linh và Tiêu Vũ tiến hành điều tra, họ đã xác nhận Thái tử phạm tội. Đường Thái Tống đã cho Lý Trị thay thế vị trí hoàng thái tử của Lý Thừa Càn. Lý Thế Tích được ban thêm chức Thái tử Chiêm sự kiêm Tả vệ soái, thăng chức thành Đặc tiến, Đồng trung thư môn hạ tam phẩm, chức quan tương đương với tể tướng.
Tùy thư viết rằng Lý Thế Tích đã đột ngột đổ bệnh vào một thời điểm, vì y thư có nói tro sau khi đốt râu sẽ giúp ích cho việc điều trị, Đường Thái Tông đã cắt râu của mình và đốt cháy rồi lấy tro trộn với thuốc. Sau khi Lý Thế Tích khỏe hơn, ông đã dập đầu cảm tạ Đường Thái Tông nhiều đến độ chảy máu ở trán, Đường Thái Tông: "Trẫm làm vậy vì xã tắc, ngươi không cần phải cảm tạ". Trong một dịp, khi Lý Thế Tích dự ngự yến, Đường Thái Tông đã nói: Trẫm thấy trong số các tướng thuộc, không ai vượt qua được khanh để trẫm giao phó ấu cô [tức Thái tử]. Công [tức Thế Tích] đã không rời bỏ Lý Mật, và nay cũng sẽ không phụ Trẫm. Lý Thế Tích rất cảm kích, ông than khóc và thậm chí cắn ngón tay đến nỗi chảy máu. Cũng trong ngự yến, khi Lý Thế Tích say và ngủ thiếp đi, Đường Thái Tông đã cởi ngự phục để trùm cho Lý Thế Tích.
Vào mùa xuân năm 644, khi sứ Đường là Tướng Lý Huyền Tưởng (相里玄獎) trở về từ Cao Câu Ly và tấu trình rằng mạc ly chi Uyên Cái Tô Văn của Cao Câu Ly không muốn dừng các cuộc tiến công chống Tân La (chư hầu của Đường), Lý Thế Tích bèn ủng hộ tiến công Cao Câu Ly. Đường Thái Tông đã chấp thuận bất chấp phản đối từ nhiều hạ thần khác, bao gồm Chử Toại Lương. Đường Thái Tông sau nhiều tháng chuẩn bị đã tiến công Cao Câu Ly theo hai đạo vào mùa đông năm 644, Lý Thế Tích là 'hành quân đại tổng quản' của Liêu Đông đạo (tức lục đạo). Ông thống lĩnh 6 vạn lĩnh hướng đến Liêu Đông.
Vào mùa xuân năm 645, Lý Thế Tích tiến đến U Châu, và sau đó tiến vào lãnh thổ Cao Câu Ly. Cùng với Lý Đạo Tông, Lý Thế Tích chiếm được Cái Mưu, và sau đó cho bao vây Liêu Đông - một thành quan trọng của Cao Câu Ly. Sau khi Đường Thái Tông đích thân dẫn quân đến, Liêu Đông đã thất thủ. Quân Đường sau đó tiếp tục tiến về phía đông nam, vượt qua sông Áp Lục cũng như bao vây An Thị. Khi một đội quân lớn của Cao Câu Ly do các tướng Cao Diên Thọ (高延壽) và Cao Huệ Chân (高惠真) thống lĩnh tiến đến, Đường Thái Tông đã phái Lý Thế Tích dẫn 15.000 quân đi làm mồi nhử, và đến khi quân Cao Câu Ly tiến công Lý Thế Tích, Trưởng Tôn Vô Kỵ đã đánh họ từ phía sau với 11.000 lính, Lý Thế Tích cùng Trưởng Tôn Vô Kỵ và Đường Thái Tông đã đánh bại đội quân Cao Câu Ly này, buộc họ phải đầu hàng. Sau đó, Đường Thái Tông dự tính tiến công thẳng vào quốc đô Bình Nhưỡng của Cao Câu Ly, song Lý Thế Tích lại cho rằng nếu không chiếm được An Thị trước, tướng trấn thủ An Thị là Dương Vạn Xuân (楊萬春) có thể sẽ tiến công quân Đường từ phía sau. Đường Thái Tông chấp thuận và lại cho bao vây An Thị.
Tuy nhiên, tướng trấn thủ An Thị là một người tài giỏi, và quân dân trong thành càng thêm quyết tâm khi Lý Thế Tích tuyên bố sẽ giết hết cư dân trong thành sau khi chiếm được. Vào mùa thu năm 645, do không thể chiếm được An Thị, cùng nguồn cung lương thực hạn chế, Đường Thái Tông đã hạ lệnh toàn quân triệt thoái, Lý Thế Tích và Lý Đạo Tông bảo vệ phía sau.
Năm 646, Tiết Diên Đà rơi vào bất ổn nội bộ do Da Di khả hãn tàn ác, Đường Thái Tông nhân cơ hội này đã phái Lý Đạo Tông tiến hành một cuộc tiến công lớn vào Tiết Diên Đà, kết quả giành được thắng lợi. Đa Di khả hãn chạy trốn song sau đó bị người Hồi Hột bắt được và giết chết, Hồi Cốt cũng đoạt lấy lãnh thổ của Tiết Diên Đà. Dư bộ của Tiết Diên Đà ủng hộ cháu của Chân Châu khả hãn là Đốt Ma Chi làm khả hãn, tức Y Đặc Vật Thất khả hãn. Y Đặc Vật Thất khả hãn đề nghị quy phục Đường. Đường Thái Tông lo sợ rằng Tiết Diên Đà có thể phục hồi và tạo ra rắc rối về sau, vì thế đã phái Lý Thế Tích dẫn theo một đội quân đến chỗ của Y Đặc Vật Thất khả hãn. Y Đặc Vật Thất khả hãn đầu hàng, Lý Thế Tích tiến công dư bộ Tiết Diên Đà không muốn hàng phục, kết quả đánh bại và bắt giữ được họ. Lý Thế Tích giải Đốt Ma Chi đến Trường An, Đường Thái Tông cho Đốt Ma Chi làm tướng của Đường.
Năm 647, Đường Thái Tông bắt đầu cuộc tiến công hàng năm chống Cao Câu Ly, mục đích là khiến khu vực biên giới của Cao Câu Ly suy yếu để chuẩn bị cho một cuộc tiến công lớn sau này. Trong cuộc tiến công này, Lý Thế Tích phụ trách đạo quân trên bộ, còn Ngưu Tiến Đạt (牛進達) phụ trách đạo quân trên biển.
Vào mùa hè năm 649, Đường Thái Tông lâm bệnh nặng, và do không hoàn toàn tin tưởng Lý Thế Tích, Đường Thái Tông đã nói với Lý Trị:
Con không có ân huệ với Lý Thế Tích, nay ta sẽ phạt và đuổi ông ta đi. Nếu ông ta rời đi ngay, hãy cho ông ta làm 'bộc dạ' và tin tưởng sau khi ta qua đời. Nếu ông ra ngập ngừng thì phải giết ngay.

Đường Thái Tông sau đó giáng Lý Thế Tích làm tổng quản Điệp Châu. Sau khi tiếp chỉ, Lý Thế Tích đã đi nhậm chức mà không do dự. (Sử gia hiện đại Bá Dương nhận định rằng qua sự kiện này thì có thể thấy Lý Thế Tích và Đường Thái Tông không thực sự tin tưởng lẫn nhau, do tài của Lý Thế Tích vượt quá mức mà Đường Thái Tông mong muốn. Một giải thích khác là Đường Thái Tông thực hiện một thủ thuật đã có từ lâu nhằm kiểm tra lòng trung thành của Lý Thế Tích. Trong lúc Đường Thái Tông còn sống, ông ta đã có thể quản lý được Lý Thế Tích; ông ta lo sợ rằng con của mình sẽ không làm được như vậy sau khi mình qua đời. Nếu như Lý Thế Tích thể hiện bất kỳ sự do dự hay buồn rầu nào khi bị giáng chức, ông ta sẽ sát hại Lý Thế Tích để tân hoàng đế sẽ không phải đối phó với Thế Tích.) Chín ngày sau đó, Đường Thái Tông qua đời, Thái tử Lý Trị kế vị, tức Đường Cao Tông.

## Thời Đường Cao Tông
Sau khi đăng cơ làm hoàng đế, trong cùng tháng (ÂL), Đường Cao Tông đã bổ nhiệm Lý Thế Tích làm Lạc châu thứ sử, Khai phủ nghi đồng tam ti, Đồng trung thư môn hạ. Đường Cao Tông quy định việc dùng riêng lẻ từ "Thế" và từ "Dân" cũng là phạm húy kỵ, vì thế Lý Thế Tích được gọi là Lý Tích. Cùng năm, Đường Cao Tông phong Lý Tích là Thượng thư Tả bộc xạ. Vào mùa đông năm 650, Lý Tích dâng biểu mong được bãi chức Bộc xạ, Đường Cao Tông chấp thuận, song Lý Tích vẫn giữ chức Khai phủ nghi đồng tam ti, làm chủ chính sự. Năm 653, Đường Cao Tông phong Lý Tích chức Tư không.
Năm 655, Đường Cao Tông không còn sủng ái Vương hoàng hậu, song hết mực sủng ái Võ chiêu nghi, vì thế Đường Cao Tông muốn phế truất Vương hoàng hậu và đưa Võ chiêu nghi lên thay thế. Hầu hết quần thần đều phản đối Võ chiêu nghi làm hoàng hậu, song Lý Tích, Trưởng Tôn Vô Kỵ và Vu Chí Ninh lại im lặng. Tuy nhiên, khi Đường Cao Tông triệu Lý Tích đến để hỏi ý, Lý Tích đã nói: Đó là gia sự của bệ hạ, hà tất phải hỏi người ngoài. Đường Cao Tông đã quyết định phế truất Vương hoàng hậu làm thứ dân và đưa Võ chiêu nghi làm hoàng hậu, lệnh cho Lý Tích làm sứ giả nghi lễ. Võ hoàng hậu nhanh chóng kiểm soát triều đình, thăng chức cho những người ủng hộ bà và tiến hành thanh trừng gần như tất cả những người chống đối hoặc thể hiện sự phản đối, Lý Tích do không phản đối hoàng hậu nên đã thoát nạn (Lý Tích trên danh nghĩa được giao phụ trách điều tra lời tố cáo Trưởng Tôn Vô Kỵ âm mưu làm phản). Năm 663, Lý Tích được giao điều tra cáo buộc tham nhũng chống lại Lý Nghĩa Phủ (李義府) - người của Võ hoàng hậu, kết quả là Lý Nghĩa Phủ bị loại bỏ song vai trò của Lý Tích là không rõ ràng.
Tại Cao Câu Ly, sau khi Uyên Cái Tô Văn qua đời vào tháng 6 năm 666, hai con là Uyên Nam Sinh và Uyên Nam Kiến tranh giành quyền lực với nhau, kết quả là Uyên Nam Sinh phải chạy trốn sang Đường. Nhân cơ hội này vào khoảng tết năm 667, Đường Cao Tông bổ nhiệm Lý Tích làm Liêu Đông đạo hành quân tổng quản, lãnh binh cùng Tiết Nhân Quý đi đánh Cao Câu Ly. Tiết Nhân Quý còn thuyết phục được Khả hãn Khiết Đan là Lý Tận Trung và Tôn Vạn Vinh cùng tham gia với quân Đường chinh phạt Cao Câu Ly với lời hứa sẽ giao Doanh Châu cho người Khiết Đan sau cuộc chiến. Uyên Nam Sinh (bị Đường Cao Tông đổi sang họ Toàn vì húy kỵ Đường Cao Tổ) tiếp tục dẫn quân Đường hạ 40 thành trì của Cao Câu Ly ở biên giới phía đông. Vào mùa thu năm 667, Lý Tích chiếm được Tân Thành (nay thuộc Phủ Thuận), và sau đó tiếp tục tiến quân. Trong khi đó, các bộ tướng của ông là Bàng Đồng Thiện (龐同善), Cao Khản (高侃), và Tiết Nhân Quý, cũng đánh bại quân của Uyên Nam Kiến. Tuy nhiên, hải quân Đường do Quách Đãi Phong (郭待封) chỉ huy lại gặp khó khăn trong việc cung cấp lương thực, Quách Đãi Phong muốn cầu viện Lý Tích, song sợ rằng nếu tin này đến chỗ quân Cao Câu Ly thì sẽ bị lộ nhược điểm. Quách Đãi Phong quyết định viết một bài thơ ám hiệu và gửi cho Lý Tích. Thoạt đầu, Lý Tích không hiểu rằng đó là ám hiệu, tức giận rằng Quách Đãi Phong lại viết thơ ở tiền tuyến, song quân quản ký Nguyên Vạn Khoảnh (元萬頃) đã có thể giải mã bài thơ, Lý Tích biết được nội dung thỉnh cầu và đã chuyển lương thực cho quân của Quách Đãi Phong. Quân Đường của Lý Tích và quân Khiết Đan của Tiết Nhân Quý, Lý Tận Trung, Tôn Vạn Vinh bỏ qua thành Ansi (thành An Thị, ngôi thành từng đánh lui quân Đường của Đường Thái Tông vào 22 năm trước), nhanh chóng vượt qua tỉnh Liêu Ninh của Cao Câu Ly mà nhắm đến sông Áp Lục. Sau đó, Uyên Nam Kiến bố trí quân Cao Câu Ly phòng thủ theo tuyến sông Áp Lục, quân Đường của Lý Tích không thể vượt sông. 
Tháng 5 năm 668, nước Thổ Phiên tiến chiếm 18 châu của nhà Đường. Vua Đường Cao Tông lại cử Tiết Nhân Quý, A Sử Na Đạo Chân, Quách Đãi Phong kháng cự Thổ Phiên. Quân Đường của Tiết Nhân Quý bị quân Thổ Phiên đánh úp, quân Đường đại bại, tử thương vô số. Ba tướng Tiết Nhân Quý, A Sử Na Đạo Chân, Quách Đãi Phong bỏ chạy thoát thân, vua Đường Cao Tông xét lúc trước họ lập nhiều công trạng, miễn tội chết, nhưng trừ danh. Tiết Nhân Quý nhanh chóng được Đường Cao Tông phái sang phía đông tiếp tục hỗ trợ Lý Tích đánh Cao Câu Ly.
Đến mùa thu năm 668, Lý Tích mới đánh bại quân Cao Câu Ly của Uyên Nam Kiến dọc bờ sông Áp Lục. Sau khi vượt sông Áp Lục, Lý Tích tiến đến quốc đô Bình Nhưỡng của Cao Câu Ly và bao vây thành. Nghe nhà Đường hứa sẽ chia đất Cao Câu Ly sau khi diệt Cao Câu Ly, nước Tân La (đời vua Tân La Văn Vũ vương) phái Kim Yu-shin (金庾信, 김유신) dẫn quân lên bắc phối hợp với quân Đường diệt Cao Câu Ly. Em trai của Uyên Cái Tô Văn là Uyên Tịnh Thổ (Yeon Jeong-to) quy hàng quân Tân La của Kim Yu-shin. Quân Tân La của Kim Yu-shin nhanh chóng đến hội quân với Lý Tích để cùng vây đánh kinh đô Bình Nhưỡng của Cao Câu Ly.
Em của Uyên Nam Kiến là Uyên Nam Sản và một số quan lại của Cao Câu Ly đã đầu hàng quân Đường, song Uyên Nam Kiến và Cao Câu Ly Bảo Tạng Vương vẫn tiếp tục chiến đấu. Một vài ngày sau đó (tháng 11 năm 668), bộ tướng của Uyên Nam Kiến là hòa thượng Tín Thành (Shin Sung, 信誠) lén mở một cổng thành ra đầu hàng quân Đường. Quân Đường của Lý Tích và Tiết Nhân Quý, quân Tân La của Kim Yu-shin, quân Khiết Đan của Lý Tận Trung và Tôn Vạn Vinh, quân Cao Câu Ly trung thành với Uyên Nam Sinh (Yeon Namseng) tiến vào kinh thành Bình Nhưỡng của Cao Câu Ly. Uyên Nam Kiến cố quyên sinh, song bị quân Đường bắt được và cứu mạng, bị giải sang nhà Đường cùng với Bảo Tạng Vương, Uyên Nam Sản, Cao Xá Kê, Phù Dư Phong. Tiết Nhân Quý được Đường Cao Tông phong làm An Đông đô hộ của An Đông đô hộ phủ (nơi cai trị của An Đông đô hộ phủ là thành Bình Nhưỡng). Cũng trong năm đó, sau khi Lý Tích trở về Trường An, triều đình Đường tổ chức một cuộc diễu hành lớn nhằm vinh danh ông, thăng làm 'thái tử thái sư'. Khoảng tết năm 669, khi Đường Cao Tông làm lễ tế Thiên, đã cho Lý Tích tế sau mình, một vinh dự đặc biệt.
Năm 669, Lý Tích lâm bệnh, Đường Cao ông đã triệu tất cả các anh em và con của Lý Tích đang phụng sự ở ngoài kinh thành trở về để chăm sóc cho ông. Lý Tích chỉ nhận thuốc do Đường Cao Tông và Thái tử Lý Hoằng trao, song mặt khác lại từ chối điều trị, nói rằng:
Ta vốn chỉ là một điền phu ở Sơn Đông, dựa vào minh chủ, được rất nhiều phú quý, được làm đến chức tam đài. Nay ta đã sắp 80 tuổi [âm], sao trái với số mệnh được? Cuộc sống của ta dài ngắn tất đã có hạn định, sao cần phải cầu y nhân cứu sống

Vào một ngày, Lý Tích triệu em là Lý Bật (李弼) đến và nói với Lý Bật rằng đã cảm thấy bệnh tình khá hơn, và nên tập hợp toàn bộ thân thích để thiết tiệc. Đến cuối bữa tiệc, ông nói với Lý Bật:
Ta tự lượng được rằng mình tất sẽ tử, muốn cùng các ngươi một lần từ biệt thôi. Các ngươi đừng buồn rầu mà khóc, mà hãy nghe lời ta nói. Ta đã thấy Phòng Huyền Linh, Đỗ Như Hối và Cao Quý Phụ khổ cực mà lập được môn hộ, song hậu duệ lại ngu tối phá gia nên chẳng còn hy vọng gì nữa. Hiện tất cả các đồn khuyển [các con] của ta đều ở đây, ta giao phó chúng cho ngươi. Sau khi ta qua đời và được an táng, hãy chuyển đến ở tại phòng ngủ của ta và chăm sóc cho bọn trẻ, trông nom chúng cẩn thận. Nếu bất cứ đứa nào có hành vi bất luân, giao du với kẻ xấu, hãy đánh chết rồi hậu tấu [với hoàng đế].

Khoảng tết năm 670, Lý Tích qua đời. Đường Cao Tông chuyết triều trong 7 ngày, phong tước cho Lý Tích là Thái úy, Dương châu Đại đô đốc, thụy hiệu Trinh Vũ, bồi táng ở Chiêu lăng. Ông được an táng theo nghi lễ đặc biệt, và theo chỉ của Đường Cao Tông, lăng mộ của ông được xây dựng theo hình một vài ngọn núi lớn thuộc lãnh thổ Đông Đột Quyết và Tiết Diên Đà, nhằm tưởng nhớ các chiến công của ông.
Do trưởng tử Lý Chấn (李震) qua đời trước ông, tước hiệu Anh quốc công do con của Lý Chấn là Lý Kính Nghiệp (李敬業) kế tập. Năm 684, sau khi Đường Cao Tông qua đời, Võ thái hậu phế truất tam tử là Đường Trung Tông, đưa tứ tử lên thay thế, tức Đường Duệ Tông, song lại có bước đi nhằm tự mình đoạt lấy hoàng vị, Lý Kính Nghiệp đã tiến hành nổi dậy. Đáp lại, Võ thái hậu đã cho phá hủy lăng mộ của Lý Tích, tước bỏ các chức tước mà Đường Cao Tông đã tặng sau khi Lý Tích qua đời, đồ sát gần như toàn bộ các hậu duệ của Lý Tích. Năm 705, sau khi Đường Trung Tông phục vị, lăng mộ và chức tước của Lý Tích được khôi phục.